# Fumetti gialli

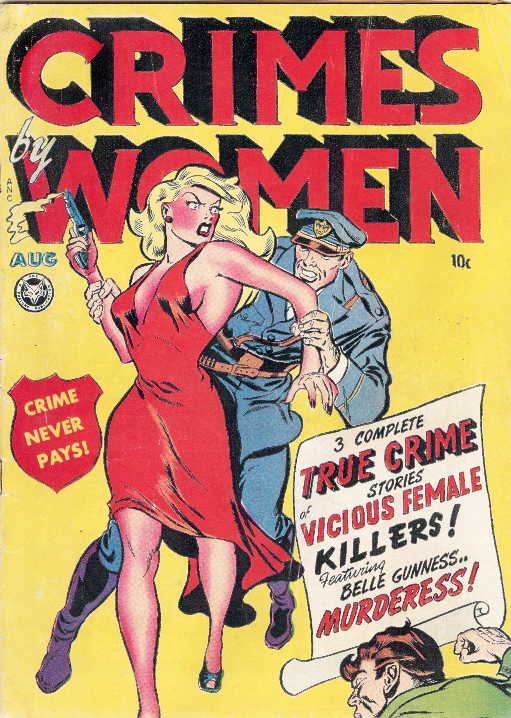
Crimes by Women, fumetto giallo del 1948

I fumetti gialli sono fumetti che trattano del genere giallo. Anche se detective, piccoli ladri, delinquenti e truffatori sono apparsi nelle tavole e nelle strisce sin dagli albori del fumetto, gli albi e le serie di genere giallo sono relativamente poche. La striscia Dick Tracy fu forse la prima a focalizzare l'attenzione su personaggi e trame legate a una vasta gamma di gangster. Il fumetto di Chester Gould, nato nel 1931, rappresentava cattivi grotteschi, metodi polizieschi molto attuali per l'epoca e una raffigurazione della violenza molto accentuata.

## Storia

### Stati Uniti

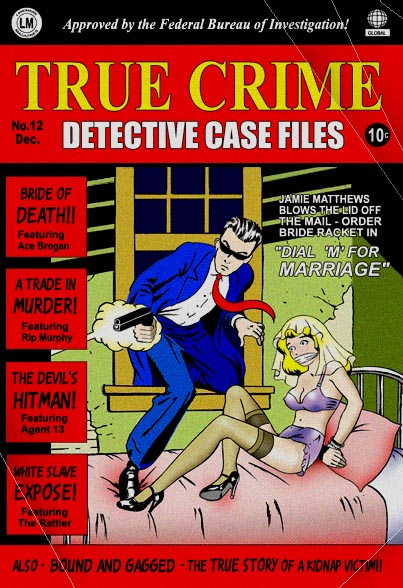
Al calare delle vendite dei fumetti di supereroi, gli editori scelsero di pubblicare serie a fumetti gialli o polizieschi.

Negli Stati Uniti il genere è noto come Crime comics ed è stato molto popolare fra gli anni quaranta e cinquanta del Novecento, caratterizzandosi con una impostazione moralistica e da una rappresentazione verosimile della violenza e delle attività criminali.
Il fumetto di questo genere si può fare risalire al 1942 con l'esordio della serie Crime does not pay pubblicata da Lev Gleason Publications e curata da Charles Biro. 
Dopo la seconda guerra mondiale, al calare delle vendite dei fumetti di supereroi, gli editori reagirono pubblicando serie a fumetti ispirate nel formato, nei contenuti e nei soggetti a quanto proposto dalla serie Crime Does Not Pay, portando a un'enorme produzione di fumetti con tematiche gialle. Questo genere di fumetti, insieme a quelli horror, in particolar modo quelli pubblicati dalla EC Comics, attirarono l'attenzione per le loro tematiche forti e questo condusse alla creazione della Comics Magazine Association of America e all'introduzione nel 1954 del Comics Code Authority, un codice di regolamentazione che poneva limiti sui contenuti e decretando in qualche modo l'inizio della fine di quel particolare filone del genere.
Come per il giallo letterario, anche nei fumetti le contaminazioni subite dal genere furono molteplici. A partire dai tardi anni ottanta, diversi autori di fumetti cominciarono a fondere il genere giallo con altri generi, come il noir o addirittura con il genere dei supereroi. Alcuni di questi autori sono Brian Michael Bendis (Sam and Twitch, Jinx, Powers), Ed Brubaker (Gotham Central), Frank Miller (Sin City), David Lapham (Stray Bullets).
Un discorso a parte merita il personaggio di Topolino (Mickey Mouse) che sin dai primi anni 40 del XX secolo interpreta storie di carattere poliziesco in cui aiuta le forze dell'ordine a risolvere casi misteriosi. Questa caratteristica si manterrà anche in seguito e, soprattutto in Italia, verranno sviluppate storie prettamente poliziesche dagli autori Disney italiani.

### Italia
In Italia si sono sviluppati due diversi filoni discendenti dal genere giallo: i fumetti neri, sviluppatosi negli anni sessanta con l'avvento di Diabolik, pubblicato da Astorina, di Satanik e Kriminal, pubblicati dalla Editoriale Corno; il secondo genere invece è prettamente poliziesco. Lo ritroviamo nelle serie umoristiche di Benito Jacovitti con i suoi personaggi Cip l'Arcipoliziotto, Gallina e Zagar, che esordiscono nel 1945 sul Vittorioso, e  da alcune opere di Nino Cannata. Di genere realistico negli anni settanta venne pubblicato il commissario Spada di Gianni de Luca su Il Giornalino e il detective privato Sam Pezzo ideato da Vittorio Giardino. Negli anni ottanta e novanta, grazie a Nick Raider e Julia, pubblicati dalla Sergio Bonelli Editore. Sono state pubblicate diverse graphic novel di genere giallo, come ad esempio Cacciatori nelle tenebre di Francesco e Gianrico Carofiglio. Alcuni di questi albi sono ispirati da diverse opere letterarie o televisive di successo, come ad esempio la versione a fumetti de L'ispettore Coliandro dei Manetti Bros. e Carlo Lucarelli o le graphic novel ispirate alle opere di Massimo Carlotto.

### Giappone
Tra i manga è nota la serie Detective Conan ideata da Gōshō Aoyama nel 1994 e tuttora in produzione. In Giappone viene pubblicato sullo Shōnen Sunday, mentre in Italia il manga viene pubblicato dalla Star Comics. L'autore esplora il genere giallo in ogni suo aspetto e la struttura dei casi varia infatti da quella del giallo deduttivo al thriller, dal noir al legal thriller, dall'hard boiled al poliziesco. La maggior parte dei casi sono relativi a omicidi e la maggior parte delle indagini sono riconducibili a uno dei seguenti tipi di casi:
- omicidi a porte chiuse, ispirati dalle opere di Agatha Christie, di Ellery Queen e di John Dickson Carr.
- presunte maledizioni, come quelle presenti in alcuni racconti di Arthur Conan Doyle.
- casi in cui l'assassino è già noto al lettore, nello stile del telefilm Colombo.
- casi svolti quasi interamente in tribunale, presenti tuttavia solo nell'anime come filler.

Uno dei personaggi, l'ispettore Jūzo Megure, è chiaramente disegnato prendendo ispirazione dall'iconografia classica riconducibile al commissario Maigret, il personaggio letterario nato dalla penna dello scrittore belga Georges Simenon, mentre il protagonista, Conan Edogawa, è ispirato alla figura di Sherlock Holmes.
Altri esempi di giallo nel fumetto giapponese sono Kindaichi shōnen no jikenbo e Death Note, che, pur trattando temi paranormali, conserva la psicologia e il clima tipico del thriller.